# Châu Nam Cực (phim truyền hình)
Nankyoku Tairiku (南極大陸) là một bộ phim truyền hình Nhật Bản phát sóng trên TBS từ ngày 16 tháng 10 năm 2011.

## Phân vai
- Kimura Takuya
- Shibata Kyōhei
- Kagawa Teruyuki
- Sakai Masato
- Ogata Naoto
- Yamamoto Yusuke
- Terajima Susumu
- Yoshizawa Hisashi
- Okada Yoshinori
- Kawamura Yōsuke
- Doronzu Ishimoto
- Shiga Kōtarō
- Ayase Haruka
- Nakama Yukie
- Watase Tsunehiko
- Yamamoto Gaku
- Kimura Tae
- Ashida Mana
- Inoue Mizuki
- Ōno Ito
- Katou Takako
- Satō Shion
- Sakura
- Yabe Kōsuke